# Walter Sundman
Clas Walter Sundman, född 25 november 1908 i Ringarum, Östergötlands län, död 17 februari 1963 i Norrköping, var en svensk målare, tecknare, dekorationsmålare och färgkonsult.
Han var son till hemmansägaren Clas Conrad Sundman och hans hustru Alma Sophia och från 1932 gift med Nanny Elisabeth Johansson. Sundman utbildade sig till hantverksmålare 1927–1932 och arbetade därefter som dekorationsmålare i flera år innan han övergick till det konstnärliga måleriet. Han studerade konst för Johan Winberg 1939–1941, Otte Sköld 1944 och för Jöns Thulin 1955–1956 samt under ett flertal studieresor till Italien, Frankrike, Tyskland och Spanien. Tillsammans med Nils Bringfelt ställde han ut på Norrköpings museum och separat ställde han bland annat ut i Linköping, Sundsvall och på ÅetÅ-centralen i Stockholm. Han medverkade 1955 i en tävling om utsmyckningsförslag för offentliga byggnader i Norrköping med sin komposition Bevingad luft. Hans konst består av stilleben, porträtt men har huvudsakligen målat landskapsskildringar från Öland och Jämtland utförda i olja samt mosaikkompositioner. Vid sidan av sitt eget skapande utförde han monumentaluppdrag i skolor och färgsatte kyrkor. Sundman är representerad vid Norrköpings konstmuseum och Norrköpings stads yrkesskola. Han är begravd på S:t Johannes kyrkogård i Norrköping.   